# 小山都市圏
小山都市圏（おやまとしけん）とは、栃木県南部から茨城県西部にかけて広がる、小山市を中心とする都市圏である。東北新幹線、東北本線（宇都宮線）、国道4号(新4号国道)中心とした南北軸と、両毛線、水戸線、国道50号を中心とした東西軸からなる地域である。栃木県南部における道路・鉄道インフラが集中する交通の要衝の都市圏である。

## 都市圏の変遷
- 中心 DID（人口集中地区）人口は9万2871人（2010年国勢調査）。
- 小山都市圏の 10 % 通勤圏に入っていない町村は、各統計年の欄で灰色かつ「-」で示す。

都市雇用圏（10 % 通勤圏）の変遷
| 県     | 自治体 ('80 - '00) | 1980年                 | 1990年                 | 1995年                 | 2000年                 | 2005年                 | 2010年                 | 自治体 （現在） |
| ------ | ------------------ | ---------------------- | ---------------------- | ---------------------- | ---------------------- | ---------------------- | ---------------------- | --------------- |
| 茨城県 | 結城市             | 小山 都市圏 19万0194人 | 小山 都市圏 20万9818人 | 小山 都市圏 23万9249人 | 小山 都市圏 24万5698人 | 小山 都市圏 23万0375人 | 小山 都市圏 21万6948人 | 結城市          |
| 栃木県 | 小山市             | 小山 都市圏 19万0194人 | 小山 都市圏 20万9818人 | 小山 都市圏 23万9249人 | 小山 都市圏 24万5698人 | 小山 都市圏 23万0375人 | 小山 都市圏 21万6948人 | 小山市          |
| 栃木県 | 国分寺町           | 小山 都市圏 19万0194人 | 小山 都市圏 20万9818人 | 小山 都市圏 23万9249人 | 小山 都市圏 24万5698人 | 小山 都市圏 23万0375人 | 宇都宮 都市圏          | 下野市          |
| 栃木県 | 南河内町           | -                      | -                      | 小山 都市圏 23万9249人 | 小山 都市圏 24万5698人 | -                      | 宇都宮 都市圏          | 下野市          |
| 栃木県 | 石橋町             | -                      | -                      | -                      | -                      | -                      | 宇都宮 都市圏          | 下野市          |

定住自立圏
小山市と下野市、野木町及び結城市は、2016年に協定を結び小山地区定住自立圏を形成している。

## 交通

### 鉄道
- 南北に東京・宇都宮方面へ向かう東北本線（宇都宮線）、西に栃木・前橋・高崎方面へ向かうJR両毛線、東に結城・水戸方面へ向かうJR水戸線が発着し、小山市内の小山駅にて接続する。

都市圏内の駅
- ■JR東北新幹線：小山駅
- ■JR東北本線（宇都宮線）：間々田駅　- 小山駅　- 小金井駅　- 自治医大駅
- ■JR両毛線：思川駅（- 小山駅）
- ■JR水戸線：（小山駅 - ）小田林駅 - 結城駅 - 東結城駅

### 道路

#### 高速道路
なし

#### 一般道路
- 南北に国道4号・新4号国道、東西に国道50号が通っている。